# Mayssa Pessoa

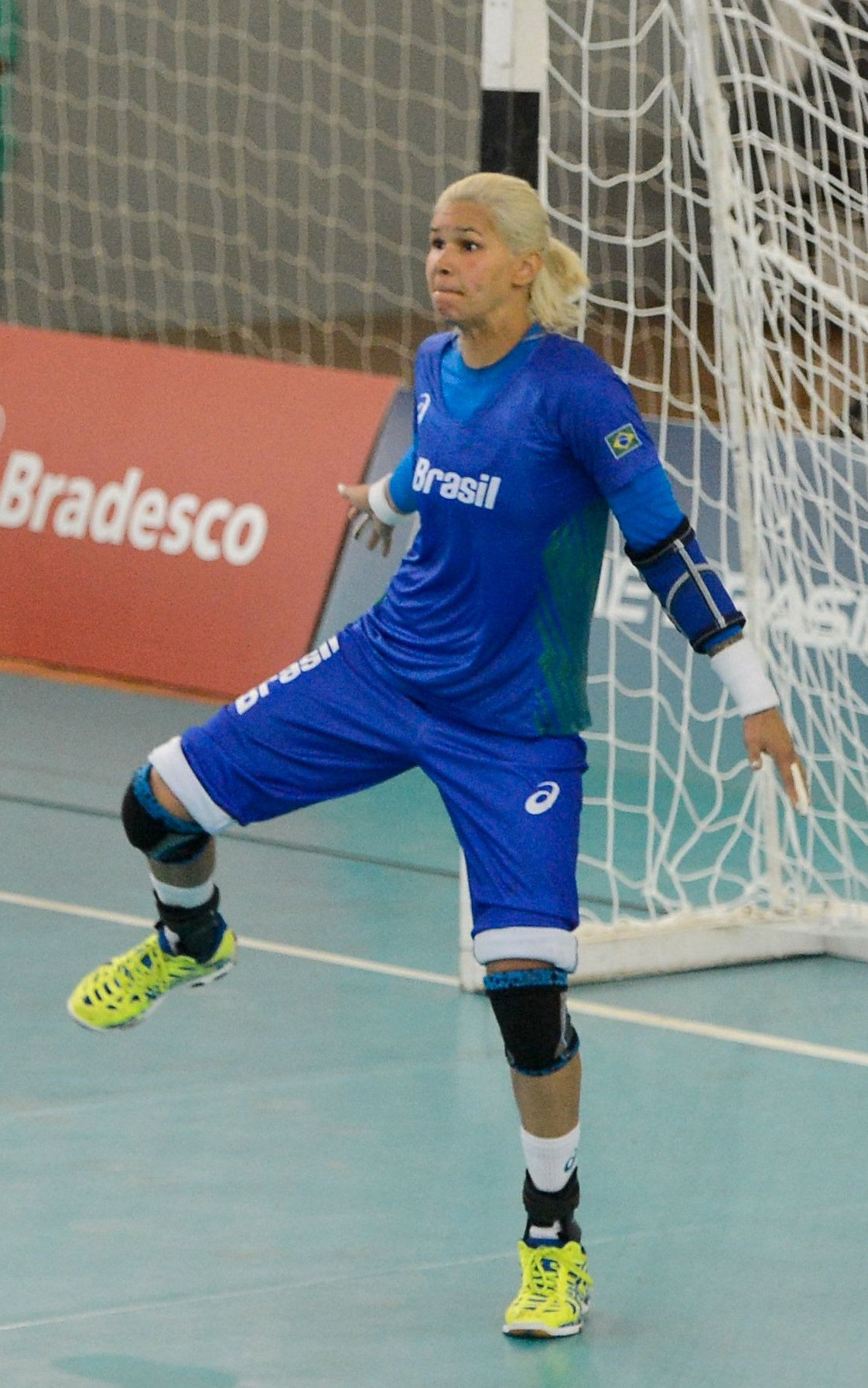
Rio de Janeiro - A goleira Mayssa Pessoa treina com a Seleção Brasileira Feminina de Handebol na Escola de Educação Física do Exército, na Urca, zona sul da capital (Tomaz Silva/Agência Brasil)

Mayssa Raquel de Oliveira Pessoa (João Pessoa, 11 de setembro de 1984) é uma handebolista brasileira, que atua como goleira.
Integrou a seleção brasileira que venceu o Mundial de 2013 na Sérvia e conquistou a melhor colocação do país nas Olimpíadas durante os Jogos Olímpicos de Verão de 2012, em Londres, ficando em sexto lugar. Foi convocada para os Jogos Olímpicos de Verão de 2016, no Rio de Janeiro.

## Trajetória esportiva

### Inicio e seleção
Mayssa iniciou sua carreira jogando pelo Colégio Lourdinas. Acabou despontando no handebol de praia, onde chegou à seleção nacional e conquistou a medalha de ouro nos Jogos Mundiais de 2005, em Duisburgo, na Alemanha. Transferiu-se para a quadra e foi jogar no Issy Paris Hand, da França. Depois mudou para o Dinamo Volgograd da Rússia, onde ficou por duas temporadas.
Pelo CSM Bucareste da Romênia foi campeã da Liga dos Campeões da Europa de Handebol Feminino em 2016, pouco antes de se transferir para o ŽRK Vardar, da Macedônia.
Durante os Jogos Olímpicos de Londres 2012, chamou a atenção da imprensa brasileira por se definir como bissexual. Depois que redefiniu sua orientação sexual para lésbica, sofreu vários ataques homofóbicos e racistas ao jogar no exterior, principalmente na Romênia. Nos Jogos Olímpicos de 2016, no Rio de Janeiro, apresentou-se com sua então namorada, a modelo canadense Nikki Shumaker, e diz não ter sofrido discriminação. Está atualmente num relacionamento com a modelo holandesa Nikita Ramona, de quem ficou noiva em 2019.

### Títulos
Seleção
- Jogos Mundiais: Handebol de Praia - Ouro (2005)
- Campeonato Mundial: Sérvia 2013
- Jogos Pan-Americanos: Toronto 2015
- Campeonato Pan-Americano: Santo Domingo 2013

Clube
- Dinamo Volgograd

Campeonato Russo: 2013, 2014
- CSM București

Liga dos Campeões da Europa: 2015-16
Campeonato Romeno: 2015, 2016
Copa da Romênia: 2015